# Poison (együttes)
A Poison  egy amerikai rockegyüttes, amely 1983-ban alakult Mechanicsburgban. Az 1980-as évekbeli glam metal hullám egyik legsikeresebb zenekara, amely világszerte több mint 45 millió lemezt adott el. Ebből 15 millió példányt adtak el hazájukban, ahol első három albumuk mind bekerült a Billboard 200 Top 5 helyezésébe. Pályafutásuk során 10 kislemezük került fel a Billboard Hot 100 Top 40-es listájára, melyből hat a Top 10-be is beférkőzött. A zenekar legismertebb száma az "Every Rose Has Its Thorn című ballada, amely 1988-ban vezette a Billboard Hot 100-as listát. Az 1980-as évek MTV korszakának egyik ikonikus előadói lettek, amelyet nagyrészt köszönhettek annak, hogy zenéjük könnyedebb és slágeresebb volt, mint a kortárs glam metal zenekaroké.
Első lemezük 1986-ban jelent meg Look What the Cat Dragged In címmel, azonnali sikert aratva. Ezt két évvel később követte az Open Up and Say... Ahh!, amely 5x-ös platina státuszával a legkelendőbb anyaguk lett.  A sikerszériát a harmadik multiplatina lemezük a Flesh & Blood is követte, majd az 1990-es évek beköszöntével lefelé ívelt a zenekar karrierje. A grunge hullám térnyerése következtében a pop metal műfaj, így a Poison is kikerült a reflektorfényből, mely révén a zenekar egysége is megbomlott. 1991-ben kirúgták az alapító gitárost C.C. DeVillet, akit egy jóval  szofisztikáltabb és virtuózabb gitárossal Richie Kotzenel pótoltak. A vele készült 1993-as Native Tongue a korábbiaknál komolyabb hangvételű, funk, blues és gospel elemeket is beolvasztó alkotás lett. A lemez kereskedelmileg meg sem közelítette elődei sikerét, bár az aranylemezt így is sikerült elérnie. 1996-ban egy válogatást jelentettek meg (Poison's Greatest Hits: 1986–1996), amely dupla platinalemez lett. 1999-re újra összejött az eredeti felállás amit egy reunion turné követett. Ötödik nagylemezük 2000-ben jelent meg Crack a Smile... and More! címmel, amelyet viszonylag gyorsan követett a 2002-es Hollyweird. Noha a lemezek még a Top 100-ba sem jutottak be, az együttes iránt megnőtt annyira az érdeklődés, hogy ismét arénákban koncertezhessenek. 2006-ban egy The Best of Poison: 20 Years of Rock című válogatással ünnepelték meg 20 éves pályafutásukat, amely hosszú idő után aranylemez és a  legjobban szereplő albumuk lett a listákon (a 17. helyet szerezte meg a Billboard 200-on). Hetedik, egyben utolsó albumuk 2007-ben jött ki Poison'd! címmel.
Karrierjük során hét nagylemezt, hat válogatást, három koncertlemezt, és 28 kislemezt adtak ki.

## Tagok
- Bret Michaels – ének, ritmusgitár, szaxofon (1985-1987); gitár, vokál (1983), (1983-napjainkig)
- Rikki Rockett – dob, ütőhangszerek, vokál (1983–napjainkig)
- Bobby Dall – basszusgitár, billentyűs hangszerek, piano, vokál (1983–napjainkig)
- C.C. DeVille – szólógitár, vokál (1983–1991, 1996–napjainkig)[8][9][10]

Turnén
- Will Doughty – billentyűs hangszerek, vokáls (2007–napjainkig)

### Korábbi tagok
- Matt Smith – szólógitár, vokál (1983–1985)
- Richie Kotzen – szólógitár, billentyűs hangsszerek, piano, mandolin, vokál (1991–1993)
- Blues Saraceno – szólógitár, billentyűs hangsszerek, piano, vokál (1993–1996)[8][9][10]

## Diszkográfia
Stúdióalbumok
- Look What the Cat Dragged In (1986)
- Open Up and Say... Ahh! (1988)
- Flesh & Blood (1990)
- Native Tongue (1993)
- Crack a Smile... and More! (2000)
- Power to the People (2000)
- Hollyweird (2002)
- Poison'd! (2007)

Koncertalbumok
- Swallow This Live (1991)
- Live, Raw & Uncut (2008)

Válogatások
- Poison's Greatest Hits: 1986–1996 (1996)
- Best of Ballads & Blues (2003)
- The Best of Poison: 20 Years of Rock (2006)
- Double Dose: Ultimate Hits (2010)

Box szett kiadványok
- Poison – Box Set (Collector's Edition) (2009)